# Куоно-Конрад фон Рангау
Куоно-Конрад фон Рангау (на немски: Cuono-Konrad, Graf in Rangau; † 1020/1021) е граф във франкското гау-графство Рангау около Нюрнберг в Бавария.

## Произход
Вероятно е много близък роднина (племенник) на император Хайнрих II (упр. 1002 – 1024). Брат е на Еберхард I († 13 август 1040), първият епископ на Бамберг (1007 – 1040). Дядо е на папа Дамас II († 1048), и прадядо на Конрад I фон Абенберг († 1147), архиепископ на Залцбург (1106 – 1147).

## Фамилия
Куоно-Конрад фон Рангау се жени за Ирменгард († сл. 1021) и има двама сина и вероятно една дъщеря:
- Адалберт I († сл. 1035), граф в Раденцгау
- Ото I († сл. 1035), граф в източен Рангау, женен за фон Регенсбург (* пр. 1039), сестра на Ото епископ на Регенсбург († 1089), дъщеря на бургграф Рупрехт фон Регенсбург († 1035) и съпругата му фон Швайнфурт. Ото е дядо на архиепископ Конрад I фон Абенберг
- Хацага от Каринтия (по друг източник е негова сестра), омъжена за граф Попо II фон Рот /III († ок. 1040), майка на папа Дамас II[3]